# Xã West Fallowfield, Quận Chester, Pennsylvania
Xã West Fallowfield (tiếng Anh: West Fallowfield Township) là một xã thuộc quận Chester, tiểu bang Pennsylvania, Hoa Kỳ. Năm 2010, dân số của xã này là 2.566 người.